# Portinscale
Portinscale – wieś w Anglii, w Kumbrii, w dystrykcie (unitary authority) Cumberland. Leży 35 km na południowy zachód od miasta Carlisle i 400 km na północny zachód od Londynu. W 2015 miejscowość liczyła 536 mieszkańców.